# مايك روبنسون (لاعب كرة قدم)
مايك روبنسون (بالإنجليزية: Mike Robinson)‏ هو لاعب كرة قدم بريطاني في مركز الدفاع، ولد في 30 أكتوبر 1968 في سندرلاند في المملكة المتحدة. لعب مع نيوكاسل يونايتد.